# II Liceum Ogólnokształcące im. Stanisława Staszica w Tarnowskich Górach

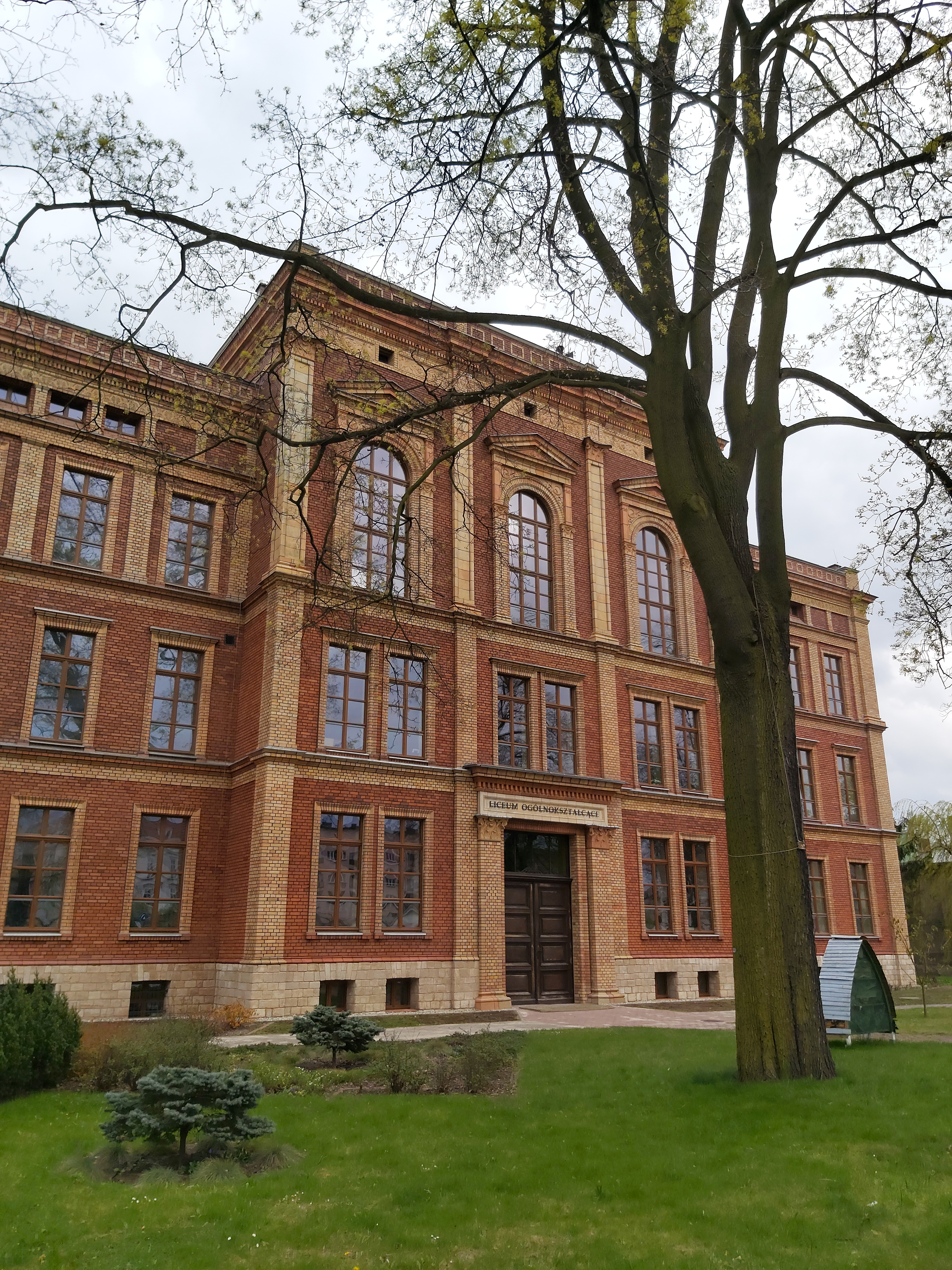
II LO im. St. Staszica – elewacja frontowa po remoncie

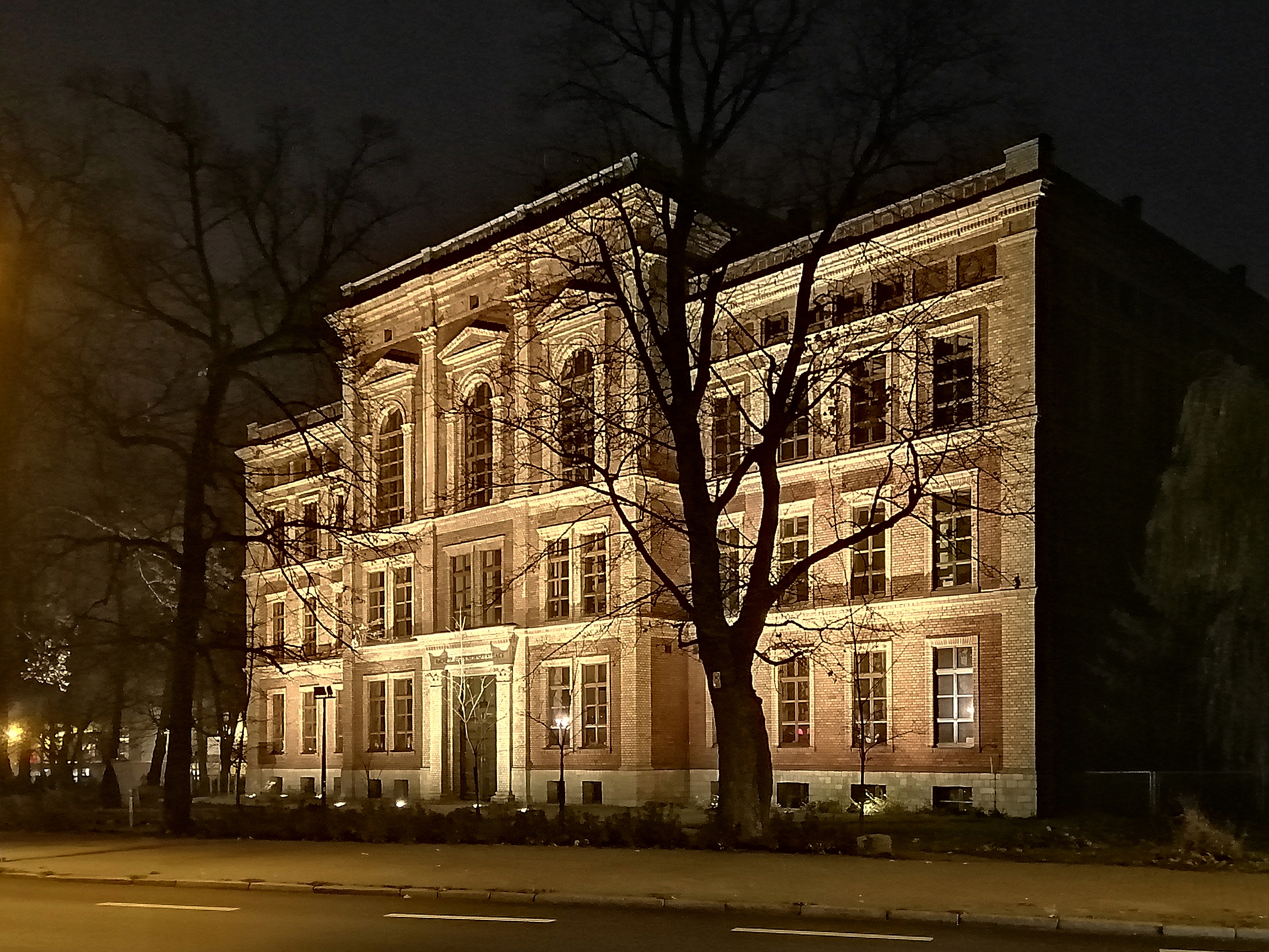
Widok szkoły nocą

II Liceum ogólnokształcące im. Stanisława Staszica (pot. Staś) – publiczna szkoła średnia w Tarnowskich Górach

## Historia

### Prusy(1870–1922)
Zaczątkiem obecnego II Liceum Ogólnokształcące im. Stanisława Staszica w Tarnowskich Górach była założona przez miasto w 1870 roku Szkoła Realna I stopnia (z niemieckim językiem wykładowym), która 1874 roku otrzymała obszerny, nowoczesny budynek, będący siedzibą dzisiejszego II LO. Staraniem pierwszego dyrektora szkoły, dra Paula Wossidlo obok gmachu wzniesiono halę sportową z boiskiem szkolnym oraz urządzono dydaktyczny ogród botaniczny, alpinarium i małe arboretum. W 1882 roku szkoła została przekształcona w Gimnazjum Realne, którego celem było kształcenie przyszłych urzędników, adwokatów, lekarzy i nauczycieli. Uczniami płatnego gimnazjum byli katolicy, protestanci i żydzi. Szkoła od 1891 roku zyskała stałe subwencje państwowe, otrzymując jednocześnie nazwę Królewskiego Gimnazjum Realnego (niem. Königliches Realgymnasium zu Tarnowitz). Realizowała planowe nauczanie do I wojny światowej (do 1915 roku), kiedy nastąpiły okresowe przerwy w jej funkcjonowaniu, ponieważ w budynku umieszczono szpital wojskowy. W czasie powstań śląskich budynek wielokrotnie przechodził z rąk do rąk.

### II Rzeczpospolita(1922–1939)
Po przyłączeniu Tarnowskich Gór do Polski (czerwiec–lipiec 1922 roku) otwarto w tym budynku polskie gimnazjum męskie (z polskim językiem wykładowym). Niezwykła skuteczność organizacyjna pierwszego polskiego dyrektora, ks. dra Aleksego Siary spowodowała, że tarnogórskie gimnazjum od Bożego Narodzenia, jako pierwsze w województwie śląskim, prowadziło naukę we wszystkich klasach (od I do VIII). 
W roku szkolnym 1926/1927 w gimnazjum, zarządzanym przez dyrektora Józefa Grzybowskiego, kształciło się 377 uczniów. Grono pedagogiczne tworzyło 17 profesorów: Alfons Brocki, Paweł Brocki, Karol Broniec, Alojzy Cebulski, dr Wilhelm Durynek, Stanisław Huza, Józef Jachimek, Józef Knosała, Franciszek Kruczała, Sylwio Mikucki, Jan Mrożek, Rudolf Nałęcki, Józef Piernikarczyk, Zygmunt Rutowski, Klemens Sadowski, Jan Salwiński, katecheta ks. Józef Ledwoń. Ubodzy uczniowie szkoły mieszkali w Konwikcie Biskupim przy ul. Powstańców.
W 1929 roku nadano szkole pierwszego w jej dziejach patrona i nową nazwę: „Państwowe Gimnazjum Męskie im. Księcia Jana II Opolskiego w Tarnowskich Górach”. W 1932 roku nastąpiła reorganizacja szkoły – przekształcono ją w czteroletnie gimnazjum ogólnokształcące i dwuletnie liceum typu humanistycznego i matematycznego. W 1938 roku szkoła otrzymała w nazwie numer „pierwsze”, tj. I Państwowe Liceum i Gimnazjum im. Księcia Jana Opolskiego w Tarnowskich Górach. W czasie II wojny światowej w budynku szkoły mieściła się komenda policji niemieckiej, zniszczeniu uległy wtedy prawie wszystkie pomoce naukowe i zbiory biblioteczne.

### PRLiIII Rzeczpospolita(od 1945)
Bezpośrednio po wojnie budynek zajęły różne urzędy, dlatego naukę w szkole wznowiono 17 marca 1945 roku. W 1960 roku liceum otrzymało nowego patrona – Stanisława Staszica, a w 1963 roku zostało szkołą koedukacyjną, otrzymując dzisiejszą nazwę – II Liceum Ogólnokształcące im. Stanisława Staszica w Tarnowskich Górach. W 2011 roku budynek szkoły został wpisany do rejestru zabytków.

## Kalendarium
- 1869 (11 maja) – Rada Miejska Tarnowskich Gór zadecydowała o budowie szkoły realnej, na której budowę zebrano 400.000 talarów od 14 fundatorów; promotorami założenia i budowy szkoły byli burmistrz Heinrich Engel i hrabia Guido Henckel von Donnersmarck
- 1869 (2. poł. roku) – powstał projekt architektoniczny Szkoły Realnej w Tarnowskich Górach autorstwa budowniczego Heinricha Herzoga (kamień węgielny położono i rozpoczęto budowę w 1870 roku, ale przerwano na 3 lata z powodu wojny francusko-pruskiej)[4][9]
- 1870 (15 stycznia) – zatwierdzono statut miejskiej Szkoły Realnej I stopnia (niem. Realschule I. Ordnung)
- 1870 (28 kwietnia) – uroczyście otwarto Szkołę Realną z siedzibą w budynku Szkoły Górniczej przy ul. Gliwickiej 25 (z 97 uczniami w 3 klasach i 8 nauczycielami)
- 1872 – szkoła otrzymała dodatkowe pomieszczenia dydaktyczne w miejskiej szkole elementarnej
- 1873 (24 czerwca) – oddano pierwsze pomieszczenia klasowe w niewykończonym jeszcze nowym gmachu szkoły na Krakowskim Przedmieściu
- 1873 (18 czerwca) – zatwierdzono projekt przyszkolnej hali sportowej autorstwa Heinricha Herzoga
- 1874 (22 marca) – uroczyście otwarto i poświęcono nowy gmach szkoły (z halą gimnastyczną i boiskiem sportowym; uczyło się w niej wówczas 200 młodzieńców; poszczególne pomieszczenia były wtedy ogrzewane piecami wolnostojącymi)
- 1875 (wiosna) – szkoła uruchomiła klasę maturalną (niem. Prima)
- 1877 (wiosna) – w szkole odbyła się pierwsza matura (zdało ją 3 uczniów: Georg Bohle, Paul Haase, Otto Schlesinger)
- 1882 – szkoła została podniesiona do rangi Gimnazjum Realnego (niem. Realgymnasium)
- 1891 – szkoła, utrzymywana dotychczas przez miasto, została przejęta przez państwo pruskie, otrzymując stałą subwencję oraz status Królewskiego Gimnazjum Realnego (niem. Königliches Realgymnasium)
- 1895 – uroczyste obchody 25-lecia działalności szkoły; z tej okazji dr Wossidlo napisał i wydał broszurę o historii gimnazjum[4][5]
- 1919 – w związku z likwidacją monarchii w Niemczech szkoła przyjmuje nazwę Państwowego Gimnazjum Realnego (niem. Staatliches Realgymnasium zu Tarnowitz)
- 1920 (9–11 lutego) – uroczyste obchody jubileuszu 50-lecia istnienia szkoły; z tej okazji wydano okolicznościową pocztówkę[10]
- 1922 – szkołę przejęły polskie władze oświatowe; nowy rok szkolny rozpoczęło 420 uczniów
- 1929 – na wniosek nauczyciela historii, Józefa Piernikarczyka, szkole nadano imię księcia Jana II Opolskiego (Państwowe Gimnazjum Męskie im. Księcia Jana Opolskiego)[6]
- 1929/1930 – przeprowadzono gruntowną przebudowę i modernizację wnętrz gmachu szkoły (kosztem 300.000 zł)
- 1932 – w związku z reorganizacją szkolnictwa placówka została państwowym liceum i gimnazjum (męskim)
- 1938 – szkoła otrzymała numer „pierwszy”, zostając I Państwowym Liceum i Gimnazjum im. Księcia Jana Opolskiego
- 1939–1945 – budynek szkoły został siedzibą policji niemieckiej (niem. Gendarmerie)[11]
- 1945 (12 lutego) – inauguracja roku szkolnego w gmachu Liceum i Gimnazjum Żeńskiego (obie szkoły były połączone przez miesiąc)[12]
- 1945 (17 marca) – wznowienie nauki w gmachu Liceum i Gimnazjum Męskiego im. Jana Opolskiego
- 1948 (1 września) – zniesienie gimnazjów spowodowało przekształcenie szkoły w męskie liceum ogólnokształcące
- 1960 (6 listopada) – zmiana patrona szkoły na Stanisława Staszica (Liceum Ogólnokształcące Męskie im. Stanisława Staszica)[11]
- 1961 (1 września) – przy szkole otwarto wieczorowe Liceum dla Pracujących (później Liceum dla Dorosłych), które działało do 2005 roku
- 1963 (1 września) – szkoła stała się koedukacyjną, przyjmując obecną nazwę – II Liceum Ogólnokształcące im. Stanisława Staszica[13]
- 1966 (16 kwietnia) – odsłonięto tablicę pamiątkową w hołdzie nauczycielom i wychowawcom szkoły poległym w latach 1939–1945
- 2011 (4 sierpnia) – sądowa rejestracja Stowarzyszenia Na Rzecz Odnowy Budynku Liceum Ogólnokształcącego im. Stanisława Staszica w Tarnowskich Górach[14] (organizacja pożytku publicznego nr KRS 0000393017)[15]
- 2011 (7 grudnia) – budynek szkoły został wpisany do rejestru zabytków nieruchomych województwa śląskiego (nr rej. A/358/11)[8]
- 2018 – generalny remont budynków szkoły, m.in. wymieniono okna gmachu szkolnego, przywracając ich pierwotny kształt i kolor, pokrycie dachów, instalację c,o., docieplono elewację hali gimnastycznej (kosztem 2,8 mln zł, w tym 2,3 mln zł dotacji Unii Europejskiej)[16]
- 2020 (28 kwietnia) – jubileusz 150. rocznicy otwarcia tarnogórskiej Szkoły Realnej[17]
- 2020–2021 – restauracja i konserwacja elewacji budynku (etap 1: elewacje frontowa i północna, etap 2: elewacje tylna i południowa; oba ze środków Starostwa Powiatowego w Tarnowskich Górach)[18][19]

## Dyrektorzy szkoły

### 1870–1922[10][20]
- dr Paul Wossidlo (1870–1900)
- Eduard Grötschel (1900–1918)
- Hermann Hülsmeyer (1918–1922)

### 1922–1939[13]
- ks. dr Aleksy Siara (1922–1925)
- Józef Smolicz (IX–XII 1925, p.o. dyrektora)
- Józef Grzybowski (1926–1932)
- dr Edward Merklinger (1932–1939)[11][6][21]

### od 1945
- mgr Stanisław Książek (II–III 1945, p.o. dyrektora)
- dr Edward Merklinger (1945–1946)
- mgr Władysław Piasecki (1946–1955)
- mgr Stanisław Książek (1955–1973)
- mgr Józef Wójcik (1973–1977)
- mgr Halina Bielakow (1977–1981)
- mgr Jan Lenartowicz (1981–1991)
- mgr Andrzej Skorek (1991–2007)
- mgr Kazimierz Sporoń (2007–)

## Znamienici nauczyciele

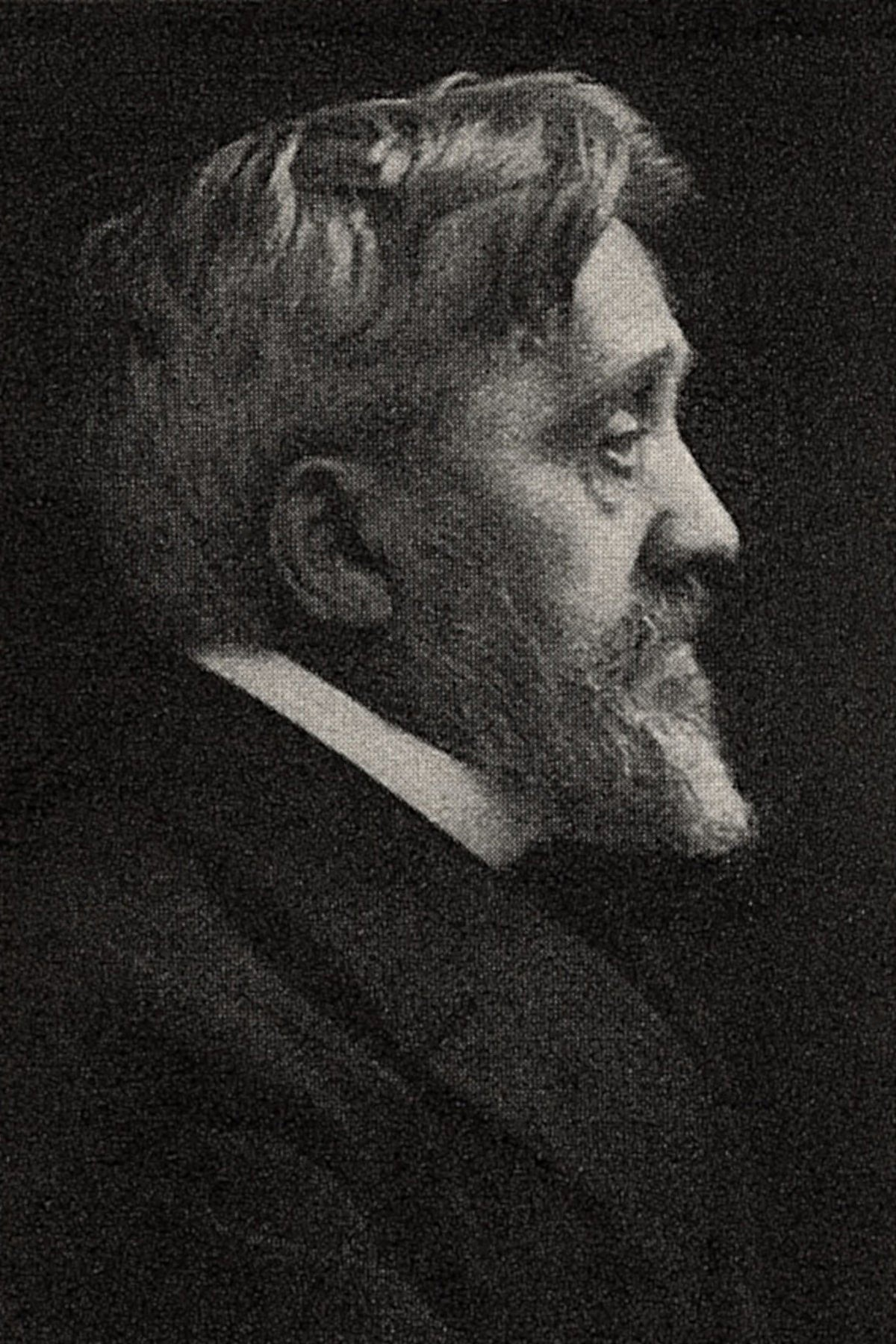
Dr Paul Knötel (1928)

### 1870–1922
- dr Paul Damas (1849–?, nauczyciel historii, jęz. łacińskiego i niemieckiego; historyk wczesnego średniowiecza)[22]
- dr Paul Knötel (1858–1934, nauczyciel historii i geografii 1894–1904; historyk, heraldyk, historyk sztuki, etnograf)[23]
- dr Emil Pfundheller (1842–1893, nauczyciel języków 1877–1883, zastępca dyrektora; historyk literatury angielskiej, klasycznej i francuskiej)[24]
- dr Traugott Staesche / Stäsche (1859–?, nauczyciel jęz. klasycznych i historii 1903–1922, zastępca dyrektora; filolog klasyczny, historyk Dolnego Śląska oraz polskich dziejów Grodziska Wielkopolskiego i Rakoniewic)[25]

- dr Karl Stephan (1857–?, nauczyciel fizyki, matematyki, przyrody i jęz. niemieckiego; fizyk, chemik fizyczny)[25]
- dr Paul Tschierske (1861–?, nauczyciel chemii, przyrody i biologii 1899–1922; botanik; zięć Paula Wossidlo)[26]

- dr Arwed Walter (1846–1899, nauczyciel chemii, fizyki i matematyki 1878–1897; chemik fizyczny, fizyk)[27][28]
- dr Paul Wossidlo (1836–1921, nauczyciel gł. biologii i geografii 1870–1900, dyrektor; botanik, przyrodnik, filozof przyrody)[20]

### 1922–1939
- dr Wilhelm Durynek (1887–1939, nauczyciel języków łacińskiego, greckiego i niemieckiego; filozof)[29]
- dr Józef Knosała (1878–1951, nauczyciel historii; ksiądz katolicki, historyk)
- dr Franciszek Kozieł (1900–1940, nauczyciel języka polskiego, reżyser przedstawień szkolnych; filolog polski, zginął w Katyniu)[30]
- Sylwiusz Mikucki (1898–1983, nauczyciel historii 1923–1927; późn. prof. dr hab., historyk, heraldyk, sfragistyk)
- Józef Piernikarczyk (1885–1946, nauczyciel historii i geografii 1923–1936; historyk górnictwa, archiwista)[31]

### od 1945
- Alfreda Garczarek-Bendkowska (nauczycielka historii 1972–1990; założycielka i przewodnicząca Stowarzyszenia Na Rzecz Odnowy Budynku Liceum Ogólnokształcącego im. Stanisława Staszica w Tarnowskich Górach [2011]; aktywna ambasadorka szkoły, prowadzi własny blog)[32]
- Jadwiga Ważewska z domu Wolberg (1892–?, nauczycielka matematyki 1945[?]–1963[?], zwana przez uczniów „Babcią” [„Babcia Ważewska”], jedyna kobieta w męskim gimnazjum i liceum; intelektualistka, tłumaczka z języków francuskiego, rosyjskiego i czeskiego, krytyk muzyczny i teatralny, prowadząca korespondencję na tematy matematyczne i gramatyczne z prof. dr hab. Hugo Steinhausem)[33][34]

## Sławni absolwenci

### 1870–1922
- Alfred Lowitsch (ur. 08.02.1879 w Tarnowskich Górach, zginął 05.05.1942 w Buchenwaldzie, matura 1897) – inżynier (ukończył Królewską Wyższą Szkołę Techniczną w Berlinie, 1897), propagator rozwoju technicznego, autor głośnego dzieła Energie Planwirtschaft und Sozialismus (Jena 1929), zakazanego w III Rzeszy[35]
- Oskar Niemczyk(inne języki) (ur. 08.01.1886 w Rybnej, zm. 22.11.1961 w Berlinie, matura 1903) – prof. dr, mierniczy górniczy, geodeta, badacz górotworu Górnego Śląska i Islandii oraz szkód górniczych, wykładowca Śląskiego Uniwersytetu Fryderyka Wilhelma we Wrocławiu (tam rozprawa doktorska pt. Die Ostrauer Schichten in der Gleiwitzer Sattelzone, 1929), uczeń prof. dr hab. Serge’a von Bubnoff, honorowy profesor Wyższej Szkoły Technicznej we Wrocławiu, później profesor, prorektor i rektor Wyższej Szkoły Technicznej w Berlinie, profesor Reńsko-Westfalskiej Wyższej Szkoły Technicznej w Akwizgranie; dr h.c. Uniwersytetu Mediolańskiego[36][37]
- Otto Schlesinger (ur. 21.04.1860 w Tarnowskich Górach, matura 1877) – dr. hab., matematyk (rozprawa doktorska pt. Ueber conjugirte binäre Formen[38] na Królewskim Uniwersytecie we Wrocławiu, 1882), uczeń prof. dr hab. Jacoba Rosanesa, docent prywatny matematyki w Getyndze, jeden z trzech pierwszych absolwentów szkoły[4][39]

### 1922–1939
- Franciszek Blachnicki (1921–1987, matura 1938) – polski ksiądz katolicki, założyciel ruchu Światło-Życie
- Bernard Drzyzga (1911–1994, matura 1931) – kapitan piechoty Wojska Polskiego, Armii Krajowej i Polskich Sił Zbrojnych na Zachodzie, Honorowy Obywatel Tarnowskich Gór (1993)
- Franciszek Hawranek (1919–1981, matura 1936) – prof. dr hab., historyk Śląska, profesor Wyższej Szkoły Pedagogicznej w Opolu[40]

### od 1945
- Zygmunt Białas (ur. 1935, matura 1952) – geolog, działacz ekologiczny, badacz geologii regionu Ustronia i historii ustrońskiego uzdrowiska, współzałożyciel rocznika „Przyrodnik Ustroński”
- Henryk Borek (1929–1985, matura 1950) – prof. dr hab., językoznawca, onomastyk, profesor Wyższej Szkoły Pedagogicznej im. Powstańców Śląskich w Opolu
- Ireneusz Celary (ur. 1964, matura 1983) – prof. dr hab., ksiądz katolicki, teolog, profesor Uniwersytetu Śląskiego w Katowicach
- Arkadiusz Czech (ur. 1961, matura 1980) – samorządowiec, fizyk, muzyk, burmistrz Tarnowskich Gór
- Bogna Drozdzowska (ur. 1970, matura 1989) – prof. dr hab., lekarz, patomorfolog, profesor Śląskiego Uniwersytetu Medycznego (kierownik Katedry i Zakładu Patomorfologii w Zabrzu)[41]
- Józef Dzielicki (ur. 1941 w Tarnowskich Górach, matura 1958) – prof. dr hab., lekarz, chirurg, chirurg dziecięcy, torakochirurg, profesor Śląskiego Uniwersytetu Medycznego (rozprawa habilitacyjna pt. Odległe następstwa tracheostomii u dzieci w świetle badań doświadczalnych i klinicznych, 1990 w Śląskiej Akademii Medycznej, Wydział Lekarski w Zabrzu, profesor nauk medycznych 2000), twórca Kliniki Chirurgii Dziecięcej w Zabrzu (1978)[42][43]
- Herbert Jeziorski (ur. 07.03.1936 w Starych Tarnowicach, matura 1953) – prałat, dr, ksiądz katolicki, pedagog (rozprawa doktorska pt. Rozwój szkolnictwa na terenie powiatu tarnogórskiego 1922–1939 na Uniwersytecie Wrocławskim, 1983)[44], autor m.in. kilkunastu popularnonaukowych monografii parafii i kościołów Tarnowskich Gór i okolic, proboszcz parafii Bożego Ciała w Jankowicach Rybnickich (1973–1979), administrator i proboszcz parafii św. Michała Archanioła w Suchej Górze (1979–2001), prałat honorowy (2017)[45]
- Ireneusz Cezary Kamiński (ur. 10.12.1963, matura 1982) – dr hab., prawnik, socjolog, profesor nadzwyczajny w Instytucie Nauk Prawnych PAN, sędzia ad hoc w Europejskim Trybunale Praw Człowieka w Strasburgu (2014–2016), członek Rady Fundacji Helsińskiej Fundacji Praw Człowieka
- Lucjan Karasiewicz (ur. 1979, matura 1994) – polityk, poseł na Sejm RP V i VI kadencji
- Aleksandra Kawczyk-Krupka (ur. 1968, matura 1987) – prof. dr hab., lekarz, angiolog, profesor Śląskiego Uniwersytetu Medycznego w Katowicach (Katedra i Oddział Kliniczny Chorób Wewnętrznych, Angiologii i Medycyny Fizykalnej w Bytomiu; rozprawa doktorska pt. Żywotność i metabolizm komórek wybranych linii nowotworowych poddanych działaniu wolnozmiennych pól magnetycznych, 1998, rozprawa habilitacyjna pt. Wpływ terapii fotodynamicznej na sekrecję czynników progresji komórek linii raka jelita grubego, 2012, obie na Śląskim Uniwersytecie Medycznym, Wydział Lekarski w Zabrzu, profesor nauk medycznych 2019)[46][47]
- Donat Kirsch (ur. 1953, matura 1972) – pisarz, prozaik, matematyk i informatyk
- Leon Koj (1929–2006, matura 1948) – prof. dr hab., filozof, semiotyk, logik, etyk, profesor Uniwersytetu Marii Curie-Skłodowskiej w Lublinie
- Arkadiusz Kozubek (1947–2016, matura 1964) – prof. dr hab., biochemik, profesor i dyrektor Instytutu Biochemii i Biologii Molekularnej Uniwersytetu Wrocławskiego, twórca polskiej szkoły liposomowej
- Grażyna Lisowska (ur. 24.08.1970, matura 1989) – prof. dr hab., lekarz, otolaryngolog, profesor Śląskiego Uniwersytetu Medycznego (Katedra i Oddział Kliniczny Otorynolaryngologii i Onkologii Laryngologicznej w Zabrzu; rozprawa doktorska pt. Ocena emisji otoakustycznej i słuchowych potencjałów wywołanych z pnia mózgu u chorych na cukrzycę typu 1, 1999, habilitacja z nauk medycznych, 2008, obie na Śląskim Uniwersytecie Medycznym, Wydział Lekarski w Zabrzu, profesor nauk medycznych 2018)[48][49]
- Werner Lubos (ur. 02.05.1941 w Tarnowskich Górach, matura 1959) – prof. hab., artysta malarz, witrażysta, profesor Akademii im. Jana Długosza w Częstochowie (docent hab. 1990, profesor sztuk plastycznych 2008)[50][51]
- Bolesław Lubosz (1928–2001, matura 1948) – poeta, prozaik, eseista, satyryk oraz tłumacz literatury niemieckiej i łużyckiej, Honorowy Obywatel Tarnowskich Gór (1999)
- Ireneusz Malik (ur. 1973, matura 1992) – prof. dr hab., geomorfolog, profesor Uniwersytetu Śląskiego w Katowicach (Katedra Rekonstrukcji Środowiska Geograficznego w Sosnowcu; rozprawa doktorska pt. Rola lasu nadrzecznego w kształtowaniu koryta rzeki meandrującej na przykładzie Małej Panwi (Równina Opolska), 2001, rozprawa habilitacyjna pt. Dendrochronologiczny zapis współczesnych procesów rzeźbotwórczych kształtujących stoki i doliny rzeczne wybranych stref krajobrazowych Europy Środkowej, 2009, obie na Uniwersytecie Śląskim w Katowicach, Wydział Nauk o Ziemi w Sosnowcu, profesor nauk o Ziemi 2014)[52][53]
- Peter A. Miglus(inne języki) (Piotr Miglus, ur. 1954, matura 1972) – dr hab., archeolog, asyriolog, profesor Uniwersytetu w Heidelbergu
- Jan Miodek (ur. 1946, matura 1963) – prof. dr hab., językoznawca, profesor i dyrektor Instytutu Filologii Polskiej Uniwersytetu Wrocławskiego, członek Komitetu Językoznawstwa Polskiej Akademii Nauk oraz Rady Języka Polskiego, Honorowy Obywatel Tarnowskich Gór (1992)
- Marek Ochman (ur. 1975, matura 1994) – dr hab., lekarz, transplantolog w Śląskim Centrum Chorób Serca w Zabrzu (rozprawa doktorska pt. Nordic Walking jako nowy model rehabilitacji oddechowej chorych kwalifikowanych do przeszczepu płuc, 2014, habilitacja z nauk medycznych 2019, obie na Śląskim Uniwersytecie Medycznym, Wydział Lekarski w Zabrzu)[54][55], z 4 innymi lekarzami dokonał w 2019 r. pierwszego w Polsce jednoczesnego przeszczepu wątroby i obu płuc[56]
- Michał Oleszczyk (ur. 1982, matura 2001) – dr, krytyk filmowy, filmoznawca i tłumacz, wykładowca uczelni artystycznych
- Zygmunt Pejsak (ur. 1948, matura 1966) – prof. dr hab., lekarz weterynarii, epizootiolog, hyopatolog, profesor Państwowego Instytutu Weterynaryjnego w Puławach
- Marek Piechota (ur. 1951, matura 1969) – prof. dr hab., literaturoznawca, profesor Uniwersytetu Śląskiego w Katowicach
- Krzysztof Respondek (ur. 1969, matura 1988) – aktor teatralny i filmowy, artysta kabaretowy, członek Kabaretu Rak
- Christian Skrzyposzek (1943–1999, matura 1962) – pisarz, krytyk literacki, eseista, dramaturg, autor kultowej książki pt. Freie Tribune (Berlin 1983), przełożonej na język polski (Wolna trybuna, Berlin 1985) i niderlandzki
- Remigiusz Sobański (1930–2010, matura 1949) – prof. dr hab., ksiądz katolicki, teolog, znawca prawa kanonicznego, Honorowy Obywatel Tarnowskich Gór (2005)
- Krzysztof Sośnica (ur. 1985, matura 2004) – prof. dr hab., specjalista z zakresu geodezji satelitarnej, fizyki i astronomii, absolwent szwajcarskiego Uniwersytetu w Bernie, najmłodszy profesor tytularny w Polsce w momencie uzyskania nominacji
- Kazimierz Strzyczkowski (ur. 1944, matura 1963) – prof. dr hab, prawnik, administratywista, profesor Akademii Ekonomiczno-Humanistycznej w Warszawie (doktorat 1978 na Uniwersytecie Śląskim w Katowicach, rozprawa habilitacyjna pt. Rola współczesnej administracji w gospodarce (zagadnienia prawne), 1994 na Uniwersytecie Warszawskim, profesor nauk prawnych 2016)[57][58]
- Wincenty Swoboda (1934–2000, matura 1952) – dr hab., historyk Słowiańszczyzny
- Andrzej Urbańczyk (1946–2001, matura 1965) – dziennikarz, publicysta, polityk, poseł na Sejm RP II i III kadencji
- Adam Walanus (ur. 06.04.1952, matura 1971) – prof. dr hab., fizyk, analityk danych, statystyk, profesor Akademii Górniczo-Hutniczej w Krakowie (rozprawa doktorska pt. Obiektywizacja pomiaru w datowaniach metodą 14C, 1983, rozprawa habilitacyjna pt. Istotność statystyczna wniosków z analiz ilościowych na przykładzie badań górnego czwartorzędu, 2002, obie na Akademii Górniczo-Hutniczej w Krakowie, profesor nauk o Ziemi 2014)[59]

## Sławni uczniowie
- Curt Blachnitzky(inne języki) (Kurt Blachy, ur. 19.07.1897 w Strzybnicy, zm. 15.12.1980 w Hamburgu) – aktor (teatralny, filmowy, telewizyjny, również seriali), scenarzysta i reżyser filmowy
- Piotr Guzy (1922–2018) – żołnierz Polskich Sił Zbrojnych, pisarz, Honorowy Obywatel Tarnowskich Gór (2006)
- Bolesław Pylak (1921–2019) – abp, prof. dr hab., ksiądz katolicki, teolog, dogmatyk, w czasie II wojny światowej żołnierz Batalionów Chłopskich, arcybiskup metropolita lubelski i arcybiskup senior archidiecezji lubelskiej (wcześniej biskup pomocniczy i biskup tej diecezji)
- Andrzej Stefański (1957) – dziennikarz, działacz społeczny, urzędnik Biura RPO[60]
- Florian Śmieja (1925–2019) – profesor literatury na Uniwersytecie Zachodniego Ontario w London (Kanada), poeta, badacz i tłumacz literatury hiszpańskiej, doktor honoris causa Uniwersytetu Wrocławskiego